# دینشاه ایرانی

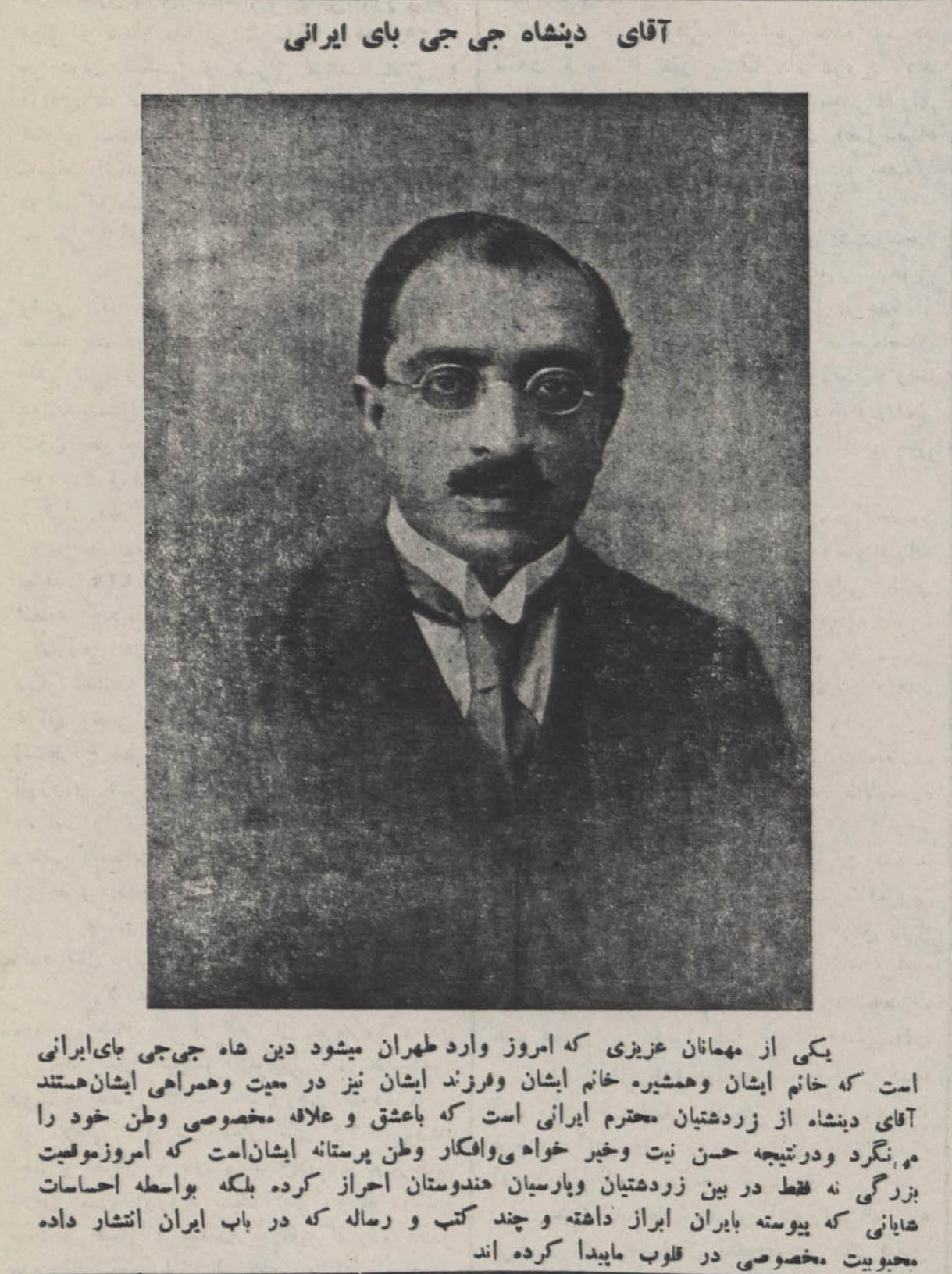

دینشاه ایرانی (۱۳۱۷–۱۲۶۰ ش)، مترجم و نویسنده هندی و زاده شده در شهر بمبئی است. وی از پارسیان هند و از پیشوایان مشهور زرتشتیان بمبئی بود. خانواده‌اش جزو موج مهاجرتی بودند که در سده ۱۹ (میلادی) از ایران به هند کوچ کردند. دینشاه در سال ۱۳۱۱ به همراه رابیندرانات تاگور (شاعر سرشناس هندی) به ایران سفر کرد. آن دو در جشن بنا نهادن سنگ بنای دبیرستان فیروزبهرام که با دهش بهرام جی بیکاجی ساخته شده است حضور داشتند. او دیوان حافظ را به انگلیسی ترجمه کرد و از شعرای معاصر ایران تذکره ای ترتیب داد و با ترجمهٔ منتخبی از اشعار آنان چاپ کرد. وی سرانجام در سن پنجاه و هفت سالگی در شهر بمبئی درگذشت. پارسیان، از جمله دینشاه ایرانی در زمینه تاریخ ایران باستان نیز دارای تالیفات متعددی هستند: کتاب اخلاق ایران باستان، فلسفه ایران باستان و سخنوران دوران پهلوی، از نوشته‌های دینشاه ایرانی هستند.

## آثار
از آثار دینشاه ایرانی می‌توان به این موردها اشاره کرد:
- اخلاق ایران باستان
- پرتوی از فلسفه ایران باستان
- پیک مزدیسنان
- تعلیمات زرتشت
- سخنوران دوران پهلوی

## مرگ
دینشاه ایرانی در اواسط آبان ۱۳۱۷ هجری شمسی مطابق اواسط رمضان ۱۳۵۷ هجری قمری در بمبئی درگذشت و در چهاردهم رمضان همان سال در تهران در مدرسه فیروز بهرام از مدارس زرتشتیان، مجلس ختم مجللی برایش گرفته‌شد که شمار زیادی از اعیان و فضلا و ادبا و شعرا در آن مجلس حضور یافتند.